# Introvert (középlemez)
Az Introvert a kanadai-amerikai Saint Asonia első középlemeze, amely 2022. július 1-jén jelent meg. A lemez első kislemeze az Above it All, ami 2022. május 6-án jelent meg.

## Az album dalai
| 1.    | Above it All                                                                |                        | 3:19 |
| 2.    | Better Late Than Never                                                      |                        | 3:31 |
| 3.    | Chew Me Up (feat. Terrible Johnny / Johnny Stevens, Highly Suspect zenekar) |                        | 3:39 |
| 4.    | So What                                                                     |                        | 3:11 |
| 5.    | Left Behind                                                                 |                        | 3:33 |
| 6.    | Bite the Bullet                                                             |                        | 3:32 |
| 7.    | Blinding Lights                                                             | The Weeknd-feldolgozás | 3:03 |
| 23:50 |                                                                             |                        |      |

## Közreműködők

### Saint Asonia
- Adam Gontier – ének, ritmusgitár
- Mike Mushok – gitár
- Cale Gontier – basszusgitár, háttérvokál
- Cody Watkins – dobok, perkusszió

### Produkció
- Anton Delost – producer[1]

## Külső hivatkozások
- A Saint Asonia hivatalos oldala